# John Bayard Britton
John Bayard Britton (Boston, 6 de mayo de 1925-Pensacola, 29 de julio de 1994) fue un médico estadounidense. Fue asesinado por el extremista antiabortista Paul Jennings Hill. La muerte de Britton fue el segundo asesinato de un médico abortista en Pensacola en menos de un año y medio. Britton había reemplazado al Dr. David Gunn después de que este fue asesinado en marzo de 1993 por otro antiabortista, Michael Griffin.

## Biografía
Britton se graduó en 1949 en la Facultad de Medicina de la Universidad de Virginia. Después fue enviado como soldado a la guerra de Corea. Más tarde dio clases de medicina en el Colegio Médico de Georgia. Se mudó a Fernandina Beach (Florida), donde trabajó como obstetra y partero.
Después del asesinato del Dr. David Gunn (en marzo de 1993), Britton empezó a volar semanalmente a través del estado de Florida hasta Pensacola para realizar abortos en el Pensacola Ladies' Center (Centro para Damas de Pensacola). Empezó a recibir hostigamiento y amenazas de muerte, por lo que llevaba un chaleco antibalas hecho en su casa, llevaba una Magnum .357, y consiguió la presencia de guardaespaldas voluntarios (clinic escort: ‘escoltas de clínica’).
Britton era ambivalente con respecto al aborto: por un lado se oponía personalmente al procedimiento, y a veces les sugería a las mujeres que venían para hacerse un aborto que meditaran bien en su decisión y volvieran en una semana. Sin embargo, consideraba que los antiabortistas religiosos eran «fanáticos».
En febrero de 1994, el periodista Tom Junod escribió un artículo en el que había descrito el asunto de los médicos abortistas en Pensacola, mencionando al Dr. Britton, a Paul Hill (conocido extremista religioso de la ciudad) y a la pareja de June y Jim Barrett.
Entre las fotografías que ilustran el artículo se muestra una en la que el Dr. Britton se pone el chaleco antibalas en el baño del aeropuerto, antes de salir hacia la clínica en Pensacola.
El Dr. Britton y el religioso Paul Hill también fueron entrevistados para el documental Lake of fire (‘lago de fuego’), del cineasta británico Tony Kaye, que sería publicado varios años más tarde, en 2006.
David Trosch, el sacerdote católico de la cercana población de Magnolia Springs (Alabama), puso un aviso en el periódico de la ciudad de Mobile (Alabama), afirmando que el asesinato de abortistas es «homicidio justificado».

### Asesinato
El 29 de julio de 1994, el Dr. Britton (de 69 años de edad) llegó a la clínica con sus dos «escoltas de clínica» (una especie de guardaespaldas que se utilizan en Estados Unidos contra los ataques de los antiabortistas), James Jim Herman Barrett (teniente coronel retirado de la Fuerza Aérea, de 74 años de edad), y su esposa, June Barrett (enfermera jubilada).
En el momento en que se bajaba de su camioneta, Paul Jennings Hill ―expastor presbiteriano― se le acercó por la espalda y le disparó en la cabeza con una escopeta calibre 12. Hill indicó más adelante que le disparó en la cabeza porque sabía ―gracias al artículo periodístico― que el médico llevaba puesto un chaleco antibalas.
Hill también mató al teniente coronel James Barrett e hirió a June Barrett.

### Legado
El asesinato dio lugar a que varios miembros del Congreso pidieran al FBI que se infiltrara en grupos antiabortistas, como lo había hecho con el Ku Klux Klan.
Paul-Jennings Hill fue condenado a muerte el 6 de diciembre de 1994 y ejecutado por inyección letal el 3 de septiembre de 2003. Fue la primera persona en Estados Unidos que fue ejecutado por haber asesinado a un médico que realizaba abortos.